# 品川主計
品川 主計（しながわ かずえ、1887年1月15日 - 1986年2月14日）は、日本の内務官僚、実業家、読売ジャイアンツ球団社長。「球界の頑固親父」との異名も持つ。従五位。

## 略歴
福井県福井中学校卒業後、1904年9月 旧制第四高等学校に入学した。同期には正力松太郎や河合良成がいた。第四高等学校卒業後は東京帝国大学に入学、同期に正力、河合の他、重光葵、芦田均、石坂泰三など。
東京帝国大学卒業後、内務省に入省して警視庁警視、京都府書記官・内務部長、宮城県書記官・内務部長などを務めた。1932年の満州国成立後、監察院長、監察院審計部長などを務める。黒竜江省長の韓雲階による汚職を摘発、一時彼を要職から遠ざけた。内務省官房主事時代に水野直から近衛文麿の身辺調査をするように頼まれたがこれを断っている。
戦後は日本交通会長、東横タクシー社長、読売ジャイアンツ球団社長、明倫学舎評議員会長を務めた。正力との関係から、正力と親密な五島慶太との関係が生じ、戦時中の一時期東急傍系のタクシー会社の経営をしていた時期がある。
1957年のシーズンオフに水原茂監督との間に騒動が起きた。1958年のセントルイス・カージナルスとの日米野球で活躍した長嶋茂雄についてAP通信の記者の取材に対して「100万ドルでも（彼をメジャーリーグに）渡さない」と発言している。千葉茂が退団したことで球団経営への情熱を失い球団社長を辞任した。後任は正力松太郎。

## 人物
- 娘の品川和子は『蜻蛉日記の世界形成』などの著者[11]。
- 広岡達朗の挙式の媒酌を務めた[12]。

## 著書
- 『叛骨の人生』（恒文社、1975年）
- 『産業組合』（雑誌、昭和7年(1932年)8月号、第322号）
- 『日本の暗黒／実録・特別高等警察』(3)（新日本出版社）』（共著）

## 関連書籍
- 『サムライ達の野球』 - 青田昇（文春文庫）
- 『松本学日記』（山川出版社、1995年2月）